# کوریها
کوریها (انگلیسی: Kureha) شرکت صنایع شیمیایی ژاپنی است، که در سال ۱۹۴۴ تأسیس شد.